# Елино (Черниговская область)
Е́лино (укр. Єліне) — село в Корюковском районе Черниговской области Украины.

## История
Селение известно с 1709 года.
В январе 1918 года здесь была установлена Советская власть.
В ходе Великой Отечественной войны в 1941—1943 гг. село находилось под немецкой оккупацией и в конце 1941 года стало центром партизанского движения (в Елинских лесах базировался Черниговский партизанский отряд А. Ф. Фёдорова и Н. Попудренко, а общей сложности, в советском партизанском движении участвовали 560 жителей села). 23 марта 1942 года гитлеровцы сожгли Елино и убили здесь 296 человек.
После окончания войны село было полностью восстановлено.
В 1972 году здесь насчитывалось 819 человек населения и 287 дворов, находилась центральная усадьба колхоза «Жовтень», специализировавшегося на выращивании зерновых и картофеля (на балансе которого находилось 4013 га земли, электростанция, пилорама и мельница), действовали восьмилетняя школа, Дом культуры на 350 мест, библиотека и медпункт.
В советское время здесь действовал музей партизанской славы.
В 2001 году население составляло 383 человека. По состоянию на 21 февраля 2024 года в селе оставалось двое жителей.

## Транспорт
Находится в 27 км от ближайшей железнодорожной станции на линии Гомель—Бахмач Юго-Западной железной дороги.

## Власть
Орган местного самоуправления — Сновская городская община. Почтовый адрес: 15200, Черниговская обл., Корюковский р-н, г. Сновск.